# Patolli
Il patolli (termine nahuatl) o patole (termine spagnolo) è uno dei più antichi giochi dell'America. Il patolli (o le sue varianti) veniva giocato in buona parte delle culture mesoamericane precolombiane, ed era conosciuto in tutta la Mesoamerica. Il patolli era un passatempo giocato da nobili e comuni cittadini, ed i conquistadores dissero che Montezuma si intratteneva spesso guardando i nobili che ci giocavano a corte.

## Giocatori
Il patolli è un gioco fortemente incentrato sulle scommesse. I partecipanti controllavano gli oggetti che gli avversari avevano a disposizione per puntare. Puntavano coperte, piante di maguey, pietre preziose, oggetti in oro, cibo e quasi ogni altra cosa. In casi estremi arrivavano a puntare le proprie case o addirittura la propria famiglia e la libertà. Accettare di giocare con qualcuno era una scelta complessa, dato che il vincitore portava a casa tutti gli oggetti puntati dall'avversario. Ogni partecipante doveva avere lo stesso numero di oggetti da puntare all'inizio del gioco. Il numero ideale di oggetti era sei, ma era possibile accettare altre quantità a patto che tutti fossero d'accordo. Il motivo per avere almeno sei oggetti sul banco era perché esistevano sei segnaposti in giada che attraversavano la tavola da gioco. Nel momento in cui un segnaposto completava il giro attorno alla tavola, l'avversario doveva consegnare uno dei propri oggetti.
Quando tutti i partecipanti avevano accettato di giocare, ognuno invocava il dio dei giochi, Macuilxochitl, offrendo incenso, preghiere e cibo. A questo punto il gioco poteva avere inizio.

## Svolgimento del gioco
L'obiettivo del gioco era quello di conquistare tutti gli oggetti che l'avversario metteva in gioco all'inizio di ogni partita. La scacchiera aveva una forma di grande X con caselle quadrate e triangolari che scendevano da un lato della X e risalivano dall'altro, per un totale di 52 caselle. I segnaposti erano di due colori, rosso e blu. Per accedere alla scacchiera, il giocatore lanciava cinque fagioli. Questi fagioli, detti anche “patolli” (da qui il nome del gioco), avevano un lato segnato con un punto bianco. Per accedere alla scacchiera, era necessario ottenere con un lancio almeno un punto bianco dei cinque disponibili, conquistando così un punto. Dopo che un giocatore aveva posto sulla scacchiera una propria pietra, può muoverla di tante caselle quanti sono i punti bianchi mostrati dai fagioli lanciati. Se il giocatore non aveva la possibilità di muovere, per non finire oltre l'ultima casella o in una già occupata, allora perdeva il turno. Se il lancio mostrava cinque punti bianchi, allora il giocatore era in grado di scegliere una pietra da spostare di dieci caselle.
Le quattro caselle al centro della X venivano considerate speciali. Ad esempio, un giocatore, se riusciva ad arrivare con una propria pietra in una casella al centro della X occupata dall'avversario, poteva spostare uno dei segnaposti avversari fuori dalla scacchiera, riportandolo nel mucchietto di partenza. L'avversario era quindi costretto a cedere uno dei propri oggetti all'altro. Un'altra area speciale era segnata da due triangoli scuri vicino alla fine di ogni braccio della X. Se una pedina finiva  in una di queste due caselle, al giocatore poteva essere chiesto di dare uno dei  propri oggetti all'avversario. Vi erano anche due particolari caselle quadrate alla fine di ogni braccio della X, che davano diritto a un altro tiro di fagioli. Il giocatore che riusciva a completare il percorso della scacchiera con tutte e sei le pedine prima del suo avversario era dichiarato il vincitore della partita, e quindi della posta in gioco.
Anche Macuilxochitl vi giocava. Il Codice Magliabechiano dice:
(Codice Magliabechiano)

## Conquista spagnola
I missionari spagnoli proibirono il gioco durante la conquista spagnola del Messico, e si sa che bruciarono le mani a coloro che venivano scoperti a giocarci.

## Curiosità
- Il gioco del patolli è incluso come minigioco di Aztec, avventura grafica per PC e PlayStation uscito nel 1999.